# Surinamische Badmintonmeisterschaft 2008
Die Surinamische Badmintonmeisterschaft 2008 fand verspätet vom 27. bis zum 30. Januar 2009 statt. 

## Sieger und Platzierte
| Disziplin    | Gold                                    | Silber                         | Bronze                            |
| ------------ | --------------------------------------- | ------------------------------ | --------------------------------- |
| Herreneinzel | Virgil Soeroredjo                       | Mitchel Wongsodikromo          | Redon Coulor                      |
| Herreneinzel | Virgil Soeroredjo                       | Mitchel Wongsodikromo          | Irfan Djabar                      |
| Dameneinzel  | Danielle Melchiot                       | Crystal Leefmans               | Rugshaar Ishaak                   |
| Dameneinzel  | Danielle Melchiot                       | Crystal Leefmans               | Cheryl Nai Chung Tong             |
| Herrendoppel | Virgil Soeroredjo Mitchel Wongsodikromo | Oscar Brandon Redon Coulor     | Dylan Darmohoetomo Irfan Djabar   |
| Herrendoppel | Virgil Soeroredjo Mitchel Wongsodikromo | Oscar Brandon Redon Coulor     | Renato Faerber Gilmar Jones       |
| Damendoppel  | Irene Haynes Nathalie Haynes            | Rinia Haynes Danielle Melchiot | Crystal Leefmans Rugshaar Ishaak  |
| Mixed        | Mitchel Wongsodikromo Nathalie Haynes   | Virgil Soeroredjo Irene Haynes | Dylan Darmohoetomo Rinia Haynes   |
| Mixed        | Mitchel Wongsodikromo Nathalie Haynes   | Virgil Soeroredjo Irene Haynes | Irfan Djabar Quennie Pawirosemito |